# 娼妓取締規則
娼妓取締規則（しょうぎとりしまりきそく）は、娼妓稼業に関する取締法規である。
明治33年内務省令第44号として1900年10月2日に発布され、1946年2月2日に廃止された。
主な内容は、以下の通り。
- 満18歳以上の女性で、娼妓所在地所轄警察署に備える娼妓名簿に登録されたものでなければ娼妓稼をなすことができない（1条、2条）。
- 娼妓名簿の登録は娼妓になろうとする者が自ら警察署に出頭して次のごとき項目を具した書面をもってこれを申請しなければならない。

1. 娼妓となる事由
2. 生年月
3. 同一戸籍内にある最近尊属親、尊属親がなきときは戸主の承諾を得ていること、もし承諾を与えるべき者がないときはその事実
4. 未成年者にあっては前号のほか、実父、実父がないときは実母、実父母ともにないときは実祖父、実祖父がないときは実祖母の承諾を得ていること
5. 娼妓稼をなすべき場所
6. 娼妓名簿登録後における住居
7. 現在の生業、ただし他人によって生計を営む者はその事実
8. 娼妓であった事実の有無ならびにかつて娼妓であった者はその稼業の開始廃止の年月日、場所、娼妓であったときの住所および稼業廃止の事由
9. 前各号のほか、庁府県令をもって定める事項、前項の申請には戸籍吏の作った戸籍謄本

- 3. 4. の承諾書および市区町村長の作った承諾書印鑑証明書を添付しなければならない。登録申請者は登録前健康診断を受けなければならない（3条）。
- 娼妓は庁府県令をもって指定する地域外に住居することができないし、官庁の許可した貸座敷内でなければ娼妓稼はできない（7条、8条）。
- 警察官署は娼妓名簿の登録を拒むことができるし、庁府県長官は娼妓稼を停止し、または禁止することができる（11条）。
- 娼妓稼を禁止された者は娼妓名簿から削除されるが、また娼妓その他の者からの申請によっても削除する（4条）。
- 娼妓名簿削除の申請は原則として書面または口頭をもって自ら警察署に出頭してこれをなさなければならない。娼妓名簿の削除申請に関しては何人といえども妨害をなすことはできないのであり、これを妨害する者は3ヶ月以下の懲役または100円以下の罰金に処すことができる（6条、13条）。
- 何人といえども娼妓と通信、面接、文書の閲読、物件の所持、購買その他の自由を妨害することはできない（12条）。